# Đoàn Thanh Trường
Đoàn Thanh Trường (sinh ngày 03 tháng 11 năm 2000) là một cầu thủ bóng đá chuyên nghiệp hiện đang thi đấu cho câu lạc bộ Quy Nhơn Bình Định ở vị trí tiền vệ tại giải vô địch quốc gia Việt Nam V.League 1.

## Danh hiệu
Thép Xanh Nam Định
- V.League 1: 2023–24